# Trichocline catharinensis
Trichocline catharinensis là một loài thực vật có hoa trong họ Cúc. Loài này được Cabrera miêu tả khoa học đầu tiên năm 1973.